# Raimon Rovirosa i Blanch
Raimon Rovirosa i Blanch (Reus, 1 de desembre de 1872 - Barcelona, 1930) va ser un advocat i polític català, germà del també advocat i pintor Joan Rovirosa Blanch.
Després del batxillerat a Reus, estudià Dret a la Universitat de Barcelona i es llicencià el 1897. Obrí despatx a la ciutat comtal i ingressà al "Club Autonomista Català" el 1900, una entitat que entre altres coses publicà Regionalisme i particularisme, de Valentí Almirall el 1901. Defensà el lliurepensament en diversos articles a la premsa i el tingué com a ideologia. El 1903 s'uní al Partit Republicà Democràtic Federal i, després d'organitzar el Cercle Republicà de Sants, va ser secretari del Comitè Republicà Federalista de Barcelona, el 1904. El 1906, amb un sector minoritari del Partit Republicà, s'uní a Lerroux. El 1912 va presidir un Primer Congrés per la Llibertat. Amb la Dictadura de Primo de Rivera es retirà de la política i es dedicà a l'advocacia. Va morir a Barcelona el 1930